# Alvyn Sanches
Alvyn Antonio Sanches (Créteil, 12 febbraio 2003) è un calciatore svizzero, centrocampista del Losanna e della nazionale Under-21 svizzera.

## Carriera

### Club
Cresciuto nel settore giovanile del Losanna, il 13 novembre 2020 firma il primo contratto professionistico con il club biancoblù; esordisce in prima squadra il 15 maggio 2021, nella partita di campionato persa per 5-0 contro il San Gallo. Il 20 dicembre 2022 prolunga fino al 2026, conquistando poi al termine della stagione la promozione in Super League, dopo essersi imposto come titolare nel ruolo.

### Nazionale
Ha giocato nelle nazionali giovanili svizzere Under-20 ed Under-21.
Il 13 marzo 2025 viene convocato per la prima volta in nazionale maggiore, con cui ha esordito otto giorni dopo nell'amichevole pareggiata contro l'Irlanda del Nord (1-1).

## Statistiche

### Presenze e reti nei club
Statistiche aggiornate al 4 novembre 2023.
| Stagione        | Squadra         | Campionato      | Campionato | Campionato | Coppe nazionali | Coppe nazionali | Coppe nazionali | Coppe continentali | Coppe continentali | Coppe continentali | Altre coppe | Altre coppe | Altre coppe | Totale | Totale | Totale |
| Stagione        | Squadra         | Comp            | Pres       | Reti       | Comp            | Pres            | Reti            | Comp               | Pres               | Reti               | Comp        | Pres        | Reti        | Pres   | Reti   |        |
| --------------- | --------------- | --------------- | ---------- | ---------- | --------------- | --------------- | --------------- | ------------------ | ------------------ | ------------------ | ----------- | ----------- | ----------- | ------ | ------ | ------ |
| 2020-2021       | Losanna         | SL              | 2          | 0          | CS              | 0               | 0               | -                  | -                  | -                  | -           | -           | -           | 2      | 0      |        |
| 2021-2022       | Losanna         | SL              | 19         | 1          | CS              | 0               | 0               | -                  | -                  | -                  | -           | -           | -           | 19     | 1      |        |
| 2022-2023       | Losanna         | CL              | 33         | 7          | CS              | 3               | 0               | -                  | -                  | -                  | -           | -           | -           | 36     | 7      |        |
| 2023-2024       | Losanna         | SL              | 13         | 4          | CS              | 2               | 1               | -                  | -                  | -                  | -           | -           | -           | 15     | 4      |        |
| Totale carriera | Totale carriera | Totale carriera | 67         | 12         |                 | 5               | 1               |                    | -                  | -                  |             | -           | -           | 72     | 13     |        |

### Cronologia presenze e reti in nazionale
| Cronologia completa delle presenze e delle reti in nazionale ― Svizzera | Cronologia completa delle presenze e delle reti in nazionale ― Svizzera | Cronologia completa delle presenze e delle reti in nazionale ― Svizzera | Cronologia completa delle presenze e delle reti in nazionale ― Svizzera | Cronologia completa delle presenze e delle reti in nazionale ― Svizzera | Cronologia completa delle presenze e delle reti in nazionale ― Svizzera | Cronologia completa delle presenze e delle reti in nazionale ― Svizzera | Cronologia completa delle presenze e delle reti in nazionale ― Svizzera |
| Data                                                                    | Città                                                                   | In casa                                                                 | Risultato                                                               | Ospiti                                                                  | Competizione                                                            | Reti                                                                    | Note                                                                    |
| ----------------------------------------------------------------------- | ----------------------------------------------------------------------- | ----------------------------------------------------------------------- | ----------------------------------------------------------------------- | ----------------------------------------------------------------------- | ----------------------------------------------------------------------- | ----------------------------------------------------------------------- | ----------------------------------------------------------------------- |
| 21-3-2025                                                               | Belfast                                                                 | Irlanda del Nord                                                        | 1 – 1                                                                   | Svizzera                                                                | Amichevole                                                              | -                                                                       | 68’                                                                     |
| Totale                                                                  |                                                                         | Presenze                                                                | 1                                                                       |                                                                         | Reti                                                                    | 0                                                                       |                                                                         |

| Cronologia completa delle presenze e delle reti in nazionale ― Svizzera under 21 | Cronologia completa delle presenze e delle reti in nazionale ― Svizzera under 21 | Cronologia completa delle presenze e delle reti in nazionale ― Svizzera under 21 | Cronologia completa delle presenze e delle reti in nazionale ― Svizzera under 21 | Cronologia completa delle presenze e delle reti in nazionale ― Svizzera under 21 | Cronologia completa delle presenze e delle reti in nazionale ― Svizzera under 21 | Cronologia completa delle presenze e delle reti in nazionale ― Svizzera under 21 | Cronologia completa delle presenze e delle reti in nazionale ― Svizzera under 21 |
| Data                                                                             | Città                                                                            | In casa                                                                          | Risultato                                                                        | Ospiti                                                                           | Competizione                                                                     | Reti                                                                             | Note                                                                             |
| -------------------------------------------------------------------------------- | -------------------------------------------------------------------------------- | -------------------------------------------------------------------------------- | -------------------------------------------------------------------------------- | -------------------------------------------------------------------------------- | -------------------------------------------------------------------------------- | -------------------------------------------------------------------------------- | -------------------------------------------------------------------------------- |
| 28-3-2023                                                                        | Basilea                                                                          | Svizzera under 21                                                                | 2 – 1                                                                            | Israele under 21                                                                 | Amichevole                                                                       | -                                                                                | 80’                                                                              |
| 12-9-2023                                                                        | Turku                                                                            | Finlandia under 21                                                               | 1 – 2                                                                            | Svizzera under 21                                                                | Qual. Europeo Under-21 2025                                                      | -                                                                                |                                                                                  |
| 13-10-2023                                                                       | Losanna                                                                          | Svizzera under 21                                                                | 4 – 2                                                                            | Montenegro under 21                                                              | Qual. Europeo Under-21 2025                                                      | -                                                                                | 76’                                                                              |
| 17-10-2023                                                                       | Erevan                                                                           | Armenia under 21                                                                 | 0 – 0                                                                            | Svizzera under 21                                                                | Qual. Europeo Under-21 2025                                                      | -                                                                                |                                                                                  |
| 17-11-2023                                                                       | Neuchâtel                                                                        | Svizzera under 21                                                                | 5 – 0                                                                            | Armenia under 21                                                                 | Qual. Europeo Under-21 2025                                                      | 1                                                                                | 73’                                                                              |
| 21-11-2023                                                                       | Neuchâtel                                                                        | Svizzera under 21                                                                | 2 – 2                                                                            | Romania under 21                                                                 | Qual. Europeo Under-21 2025                                                      | 1                                                                                |                                                                                  |
| 26-3-2024                                                                        | Tirana                                                                           | Albania under 21                                                                 | 1 – 3                                                                            | Svizzera under 21                                                                | Qual. Europeo Under-21 2025                                                      | 1                                                                                | 57’                                                                              |
| 6-9-2024                                                                         | Losanna                                                                          | Svizzera under 21                                                                | 1 – 2                                                                            | Albania under 21                                                                 | Qual. Europeo Under-21 2025                                                      | -                                                                                | 60’                                                                              |
| 15-10-2024                                                                       | Bucarest                                                                         | Romania under 21                                                                 | 3 – 1                                                                            | Albania under 21                                                                 | Qual. Europeo Under-21 2025                                                      | -                                                                                | 81’                                                                              |
| Totale                                                                           |                                                                                  | Presenze                                                                         | 9                                                                                |                                                                                  | Reti                                                                             | 3                                                                                |                                                                                  |